# Chaumont-sur-Tharonne
Chaumont-sur-Tharonne è un comune francese di 1 107 abitanti situato nel dipartimento del Loir-et-Cher nella regione del Centro-Valle della Loira.

## Società

### Evoluzione demografica
Abitanti censiti